# クーラカンリ
クーラカンリ (Kula Kangri) は、数多くの権威ある典拠でブータンの最高峰とされている一方、全域が中華人民共和国チベット自治区に含まれているとする異論もある山。キュンラ・カーリ (Künla Khari) と表記されることもある。初登頂は、1986年の日中合同隊によるものであった。この山は、ヒマラヤ山脈にも、ブータン・ヒマラヤにも含まれる。
中国と日本の専門家は、近傍のガンカー・プンスムの方がより標高が高いとも主張している。また、クーラカンリがブータン領内、ないし、国境上にあるという主張にも異論が出されている。
「クーラカンリ」は、チベット語で「天帝の峰」を意味する。

## 登攀史
クーラカンリは1922年に最初の測量が行なわれて地図に記載され、1958年には中尾佐助が周辺を調査してチベット領内に位置していると報告した。
1986年、神戸大学登山隊を中心とした日中共同隊が、主峰 (7,538m) の初登頂に成功した。
2001年には、東海大学・チベット大学クーラカンリ友好学術登山隊が、中央峰 (7,418m) と東峰 (7,381m) の初登頂に成功した。この登山隊は、この年の日本スポーツ大賞で「優秀団体」に選ばれた。
2008年には、登攀中の日本隊を標高6000m付近で発生した雪崩が襲い、3人の死者を出した同隊は撤退した。

## 関連文献
- 平井一正『初登頂：花嫁の峰から天帝の峰へ』ナカニシヤ出版、京都、1996年、358頁。